# HD 222643
HD 222643，又名BD-16 6345，SAO 165841、HR 8987，是一颗恒星，视星等为5.28，位于銀經65.53，銀緯-70.18，其B1900.0坐标为赤經23h 37m 17s，赤緯-16° -70.18′ 8″。